# Bachna Ae Haseeno
Pour plus de détails, voir Fiche technique et Distribution.
Bachna Ae Haseeno est un film de Bollywood de 2008 réalisé par Siddharth Anand avec Ranbir Kapoor, Bipasha Basu, Minissha Lamba et Deepika Padukone. Il relate les aventures d'un don juan qui après avoir été rejeté, décide de retrouver ses anciennes conquêtes pour leur exprimer son repentir.

## Synopsis
En Suisse en 1996, Raj Sharma (Ranbir Kapoor) rencontre Mahi Pasricha (Minissha Lamba), jeune fille romantique qui croit trouver en lui le Raj idéal de Dilwale Dulhania Le Jayenge, film culte indien sortit en 1995. Elle succombe à son charme mais il l'abandonne rapidement, la laissant le cœur brisé. Quelques années plus tard, en 2002, Raj, devenu concepteur de jeux vidéo à Mumbai, courtise sa voisine, Radhika, qui veut devenir top model. Ils vivent ensemble, mais le jour de leur mariage, Raj s'envole pour l'Australie qui lui offre une meilleure opportunité professionnelle.
À Sidney Raj fait la connaissance de Gayatri, jeune étudiante indienne et conductrice de taxi pour financer ses études. Il se lie d'amitié avec elle puis en tombe amoureux et la demande en mariage. Mais Gayatri refuse sa proposition et, profondément meurtri, il réalise alors tout le mal qu'il a fait à ses précédentes conquêtes et décide de les retrouver pour obtenir leur pardon.

## Fiche technique
- Titre : Bachna Ae Haseeno
- Titre original : बचना ऐ हसीनों
- Réalisateur : Siddharth Anand
- Scénario : Devika Bhagat et Aditya Chopra (histoire)
- Musique : Vishal Dadlani et Shekhar Ravjiani
- Parolier : Anvita Dutt Guptan
- Musique d'accompagnement : Salim-Sulaiman (Salim Merchant et Sulaiman Merchant)
- Chorégraphie : Ahmed Khan
- Direction artistique : Sharmishta Roy
- Photographie : Sunil Patel
- Montage : Ritesh Soni
- Producteur : Aditya Chopra, Yash Chopra
- Distribution : Yash Raj Films
- Langue : hindi
- Pays d'origine : Inde
- Date de sortie : 15 août 2008
- Format : Couleurs
- Genre : Comédie dramatique et romance
- Durée : 152 min

## Distribution
- Ranbir Kapoor : Raj Sharma
- Bipasha Basu : Radhika
- Minissha Lamba : Mahi
- Deepika Padukone : Gayatri
- Kunal Kapoor : Joginder Ahluwalia, époux de Mahi
- Puneet Issar : père de Mahi

## Musique
Le film comporte sept chansons composées par le duo Vishal-Shekhar sur des paroles d'Anvita Dutt Guptan. L'album sort le 4 juillet 2008 sous le label YRF Music. Il est bien accueilli par les critiques et le public.
- Khuda Jaane - KK, Shilpa Rao (5:35)
- Lucky Boy - Sunidhi Chauhan, Hard Kaur, Raja Hasan (4:15)
- Aahista Aahista - Lucky Ali, Shreya Ghoshal (5:52)
- Jogi Mahi - Sukhwinder Singh, Shekhar Ravjiani, Himani Kapoor (4:54)
- Small Town Girl - Shankar Mahadevan (3:49)
- Khuda Jaane - Revisited - KK, Shilpa Rao (4:43)
- Bachna Ae Haseeno - Kishore Kumar, Sumit Kumar, Vishal Dadlani (3:31)

La musique d'accompagnement est composée par un autre duo célèbre de Bollywood, les frères Salim-Sulaiman.